# Rainbow City, Alabama
Rainbow City là một thành phố thuộc quận Etowah, tiểu bang Alabama, Hoa Kỳ. Dân số năm 2009 là 9387 người, mật độ đạt 142 người/km².